# Jootme
Jootme är en ort i Estland.   Den ligger i landskapet Lääne-Virumaa, i den centrala delen av landet, 70 km öster om huvudstaden Tallinn. Jootme ligger 100 meter över havet och antalet invånare är 120.
Terrängen runt Jootme är platt. Runt Jootme är det glesbefolkat, med 13 invånare per kvadratkilometer. Närmaste större samhälle är Tapa, 5,7 km nordost om Jootme. I omgivningarna runt Jootme växer i huvudsak blandskog.